# Lekkoatletyka na Letniej Uniwersjadzie 2001
Lekkoatletyka na Letniej Uniwersjadzie 2001 – zawody lekkoatletyczne rozegrane na stadionie Centrum Sportów Olimpijskich w Pekinie w sierpniu i wrześniu 2001 roku. Reprezentanci Polski zdobyli cztery medale, w tym jeden złoty.

## Rezultaty

### Mężczyźni
| Konkurencja                   | Złoto                                                                           | Wynik    | Srebro                                                                                | Wynik    | Brąz                                                                            | Wynik    |
| Bieg na 100 m                 | Marcus Brunson                                                                  | 10,15    | Giennadij Czernowoł                                                                   | 10,29    | Chris Lambert                                                                   | 10,39    |
| Bieg na 200 m                 | Marcin Urbaś                                                                    | 20,55    | Giennadij Czernowoł                                                                   | 20,57    | Corné du Plessis                                                                | 20,58    |
| Bieg na 400 m                 | Andrew Pierce                                                                   | 45,34    | Clinton Hill                                                                          | 45,63    | Andrij Twerdostup                                                               | 45,78    |
| Bieg na 800 m                 | Khalid Tighazouine                                                              | 1:45,27  | Derrick Peterson                                                                      | 1:45,49  | Otukile Lekote                                                                  | 1:45,63  |
| Bieg na 1500 m                | Pedro Antonio Esteso                                                            | 3:43,98  | Gareth Turnbull                                                                       | 3:44,21  | Aléxis Abraham                                                                  | 3:44,48  |
| Bieg na 5000 m                | Serhij Łebid                                                                    | 13:44,24 | Michaił Jeginow                                                                       | 13:46,63 | Christian Belz                                                                  | 13:48,21 |
| Bieg na 10 000 m              | John Kanyi                                                                      | 28:27,42 | Ignacio Cáceres                                                                       | 28:43,63 | Kazuyoshi Tokumoto                                                              | 28:47,34 |
| Półmaraton                    | Masakazu Fujiwara                                                               | 1:04:12  | Wodage Zvadya                                                                         | 1:04:30  | Ryoji Matsushita                                                                | 1:04,53  |
| Bieg na 110 m przez płotki    | Liu Xiang                                                                       | 13,33    | Elmar Lichtenegger                                                                    | 13,36    | Robert Kronberg                                                                 | 13,40    |
| Bieg na 400 m przez płotki    | Alwyn Myburgh                                                                   | 48,09    | Jewgienij Mieleszenko                                                                 | 48,46    | Chen Tien-wen                                                                   | 48,63    |
| Bieg na 3000 m z przeszkodami | Anthony Famiglietti                                                             | 8:21,97  | Jakub Czaja                                                                           | 8:23,00  | Christian Belz                                                                  | 8:24,46  |
| Sztafeta 4 × 100 m            | Japonia · Shingo Kawabata · Kenji Nara · Yusuke Omae · Masayuki Okusakol        | 38,77    | Stany Zjednoczone · Kaaron Conwright · Gerald Williams · Marcus Brunson · Josh Norman | 39,12    | Włochy · Andrea Rabino · Luca Verdecchia · Andrea Colombo · Massimiliano Donati | 39,35    |
| Sztafeta 4 × 400 m            | Stany Zjednoczone · Geno White · Thomas Gerding · Brandon Couts · Andrew Pierce | 3:02,83  | Ukraina · Ołeksandr Kajdasz · Jewhen Ziukow · Andrij Twerdostup · Wołodymyr Rybałka   | 3:02,87  | Japonia · Mitsuhiro Sato · Ken Yoshizawa · Ryuki Muraki · Masayuki Okusako      | 3:03,63  |
| Chód na 20 km                 | Lorenzo Civallero                                                               | 1:24:42  | Juan Manuel Molina                                                                    | 1:25:07  | He Xiaodong                                                                     | 1:25,17  |
| Skok wzwyż                    | Aleksandr Krawcow                                                               | 2,28     | Hienadzij Maroz                                                                       | 2,28     | Tora Harris                                                                     | 2,26     |
| Skok o tyczce                 | Aleksandr Awerbuch                                                              | 5,80     | Štěpán Janáček                                                                        | 5,70     | Laurens Looije                                                                  | 5,60     |
| Skok w dal                    | Miguel Pate                                                                     | 8,07     | Stephan Louw                                                                          | 8,04     | Gable Garenamotse                                                               | 7,99     |
| Trójskok                      | Kenta Bell                                                                      | 17,22    | Marian Oprea                                                                          | 17,11    | Jadel Gregório                                                                  | 16,92    |
| Pchnięcie kulą                | Manuel Martínez                                                                 | 20,97    | Jurij Biłonoh                                                                         | 20,16    | Milan Haborák                                                                   | 19,90    |
| Rzut dyskiem                  | Aleksander Tammert                                                              | 65,19    | Leanid Czerauko                                                                       | 63,15    | Aliaksandr Małaszewicz                                                          | 62,81    |
| Rzut młotem                   | Nicola Vizzoni                                                                  | 78,41    | Władysław Piskunow                                                                    | 77,99    | Adrián Annus                                                                    | 77,73    |
| Rzut oszczepem                | Ēriks Rags                                                                      | 82,72    | Isbel Luaces                                                                          | 81,68    | Gergely Horváth                                                                 | 81,12    |
| Dziesięciobój                 | Raúl Duany                                                                      | 8069 pkt | Wołodymyr Mychajlenko                                                                 | 8019 pkt | Qi Haifeng                                                                      | 8019 pkt |

### Kobiety
| Konkurencja                | Złoto                                                                                      |          | Srebro                                                                             |          | Brąz                                                                               |          |
| Bieg na 100 m              | Abi Oyepitan                                                                               | 11,42    | Zeng Xiujun                                                                        | 11,58    | Mireille Donders                                                                   | 11,59    |
| Bieg na 200 m              | Li Xuemei                                                                                  | 22,86    | Kim Gevaert                                                                        | 22,94    | Natalla Safronnikawa                                                               | 23,16    |
| Bieg na 400 m              | Demetria Washington                                                                        | 51,22    | Otilia Ruicu                                                                       | 51,82    | Mikele Barber                                                                      | 51,92    |
| Bieg na 800 m              | Brigita Langerholc                                                                         | 2:00,96  | Nedia Semedo                                                                       | 2:01,64  | Tatjana Rodionowa                                                                  | 2:01,68  |
| Bieg na 1500 m             | Süreyya Ayhan                                                                              | 4:06,31  | Maria Cristina Grosu                                                               | 4:08,84  | Sabine Fischer                                                                     | 4:08,93  |
| Bieg na 5000 m             | Dong Yanmei                                                                                | 15:30,28 | Tatjana Chmielowa                                                                  | 15:43,18 | Yoshiko Fujinaga                                                                   | 15:43,94 |
| Bieg na 10 000 m           | Dong Yanmei                                                                                | 32:45,14 | Yoshiko Fujinaga                                                                   | 32:53,55 | Yukiko Akaba                                                                       | 32:57,35 |
| Półmaraton                 | Ham Bong-sil                                                                               | 1:15:24  | Miki Oyama                                                                         | 1:15:31  | Kim Chang-ok                                                                       | 1:15:36  |
| Bieg na 100 m przez płotki | Su Yiping                                                                                  | 12,95    | Maurren Maggi                                                                      | 13,13    | Jacquie Munroa                                                                     | 13,17    |
| Bieg na 400 m przez płotki | Tasha Danvers                                                                              | 54,94    | Małgorzata Pskit                                                                   | 55,27    | Sonia Brito                                                                        | 55,72    |
| Sztafeta 4 × 100 m         | Chiny · Chen Yueqin · Yan Jiankui · Li Xuemei · Zeng Xiujun                                | 43,72    | Brazylia · Maíla Machado · Lucimar de Moura · Maurren Maggi · Rosemar Coelho Neto  | 44,13    | Francja · Katia Benth · Céline Thelamon · Reïna-Flor Okori · Sylvanie Morandais    | 44,24    |
| Sztafeta 4 × 400 m         | Stany Zjednoczone · Me’Lisa Barber · Demetria Washington · Carolyn Jackson · Mikele Barber | 3:28,04  | Wielka Brytania · Tasha Danvers · Tracey Duncan · Jennifer Meadows · Lee McConnell | 3:30,40  | Białoruś · Natalla Safronnikawa · Swiatłana Usowicz · Anna Kozak · Iryna Chlustawa | 3:30,65  |
| Chód na 10 km              | Gao Hongmiao                                                                               | 43:20    | Susana Feitor                                                                      | 43:40    | Wang Liping                                                                        | 44:01    |
| Skok wzwyż                 | Wita Pałamar                                                                               | 1,96     | Nicole Forrester                                                                   | 1,94     | Nevena Lenđel                                                                      | 1,91     |
| Skok o tyczce              | Gao Shuying                                                                                | 4,52     | Sabine Schulte                                                                     | 4,35     | Šárka Mládková                                                                     | 4,20     |
| Skok w dal                 | Maurren Maggi                                                                              | 6,83     | Guan Yingnan                                                                       | 6,56     | Kumiko Ikeda                                                                       | 6,52     |
| Trójskok                   | Tatjana Lebiediewa                                                                         | 14,81    | Natalla Safronawa                                                                  | 14,57    | Jelena Olejnikowa                                                                  | 14,39 w  |
| Pchnięcie kulą             | Yumileidi Cumbá                                                                            | 18,90    | Lee Myung-sun                                                                      | 18,79    | Katarzyna Żakowicz                                                                 | 18,31    |
| Rzut dyskiem               | Li Qiumei                                                                                  | 61,66    | Li Yanfeng                                                                         | 60,50    | Mélina Robert-Michon                                                               | 58,04    |
| Rzut młotem                | Manuela Montebrun                                                                          | 69,78    | Yipsi Moreno                                                                       | 68,39    | Ludmiła Gubkina                                                                    | 67,97    |
| Rzut oszczepem             | Osleidys Menéndez                                                                          | 69,82    | Nikola Tomečková                                                                   | 62,20    | Wei Jianhua                                                                        | 57,84    |
| Siedmiobój                 | Jane Jamieson                                                                              | 6041     | Swietłana Sokołowa                                                                 | 5985 pkt | Sonja Kesselschläger                                                               | 5973 pkt |